# Перласка, Джорджо
Джорджо Перласка (31 января 1910, Комо — 15 августа 1992, Падуя) — итальянец, который выдавал себя за испанского генерального консула в Венгрии зимой 1944 года и спас тысячи евреев от уничтожения.

## Биография

### Ранние годы
Джорджо Перласка родился 31 января 1910 года в Комо. Его детство прошло в городе Мазера-ди-Падова, провинция Падуя. В 20-х годах он стал симпатизировать идеям фашизма. Он участвовал во второй итало-эфиопской войне и Гражданской войне в Испании, где получил благодарность от Франсиско Франко. После принятия антисемитских законов в Италии в 1938 году и сближения Муссолини и Гитлера Перласка разочаровался в фашизме.

### Вторая мировая война
Перласка работал с испанским поверенным в делах Анхелем Сансом Брисом и другими дипломатами нейтральных государств над контрабандным вывозом евреев из Венгрии. Разработанная им система заключалась в выдаче «карточек защиты», по которым евреи находились под опекой различных нейтральных государств. В ноябре 1944 года Брис был вынужден спешно покинуть Венгрию. Перласка немедленно сделал ложное заявление о том, что он назначен временным поверенным в делах. Вплоть до начала боёв в Будапеште в середине января 1945 года Перласка активно прятал, защищал и кормил тысячи евреев. Он продолжал выдавать пропуска на основании испанского закона, принятого в 1924 году, который предоставлял гражданство евреям сефардского происхождения.
В декабре 1944 Перласка смело спас двух мальчиков евреев, когда их загнали на грузовой поезд по приказу немецкого подполковника. Шведский дипломат Рауль Валленберг сообщил Джорджо, что офицера, отдавшего приказ, звали Адольф Эйхман.

### Послевоенное время

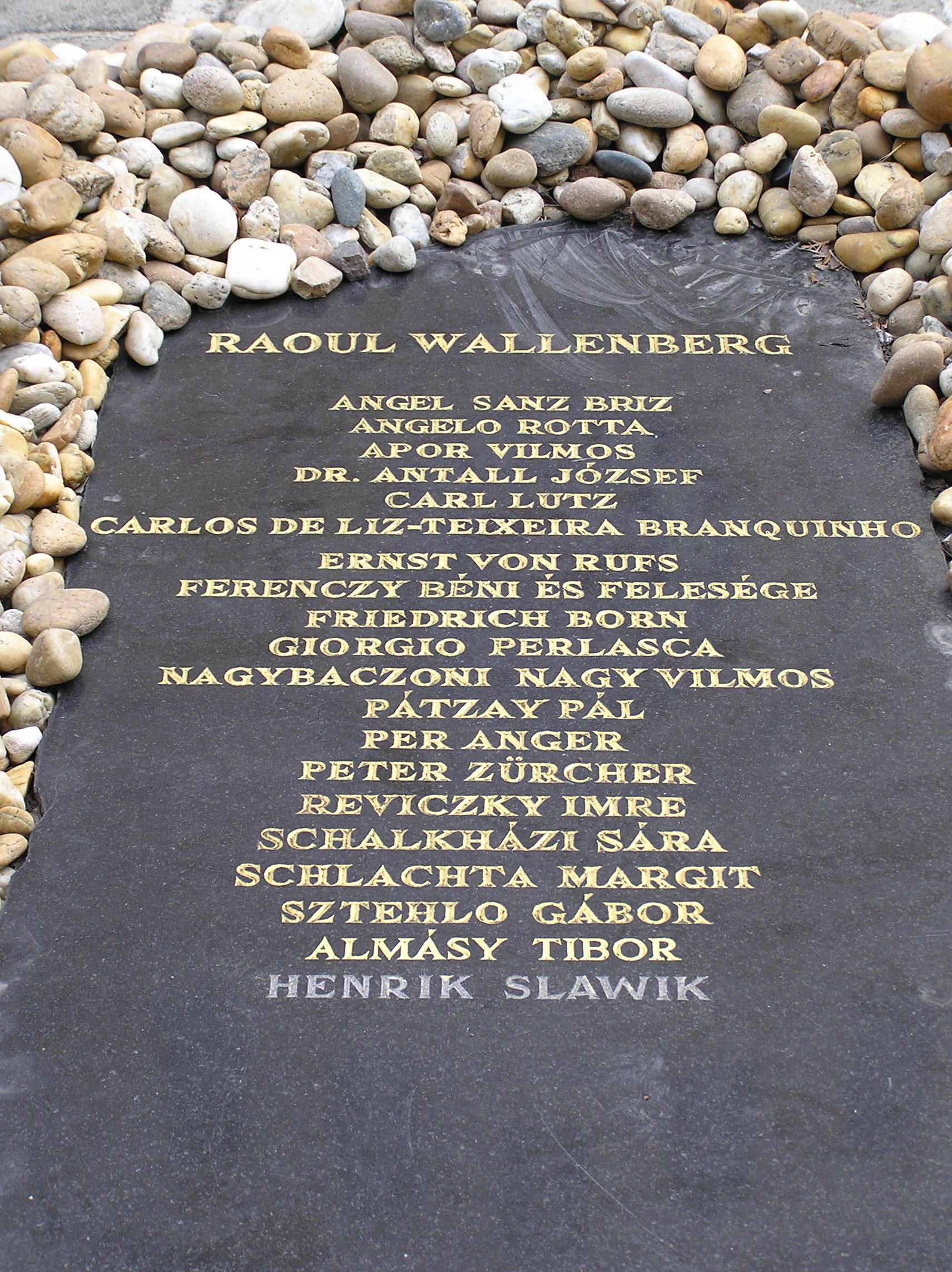
Мемориальная доска в Будапеште в честь Джорджо Перласки

После войны Перласка жил в Италии. Он никому, даже членам своей семьи, никогда не рассказывал, что спасал евреев. В 1987 году группа венгерских евреев узнала о его делах. 15 августа 1992 года Перласка умер от сердечного приступа. Он получил государственные награды от испанского, итальянского и венгерского правительств. Израиль признал Джорджо Перласку праведником мира.
Энрико Деальо посвятил Перласке книгу «Банальность добра», по которой сняли фильм.

## Награды
Италии:

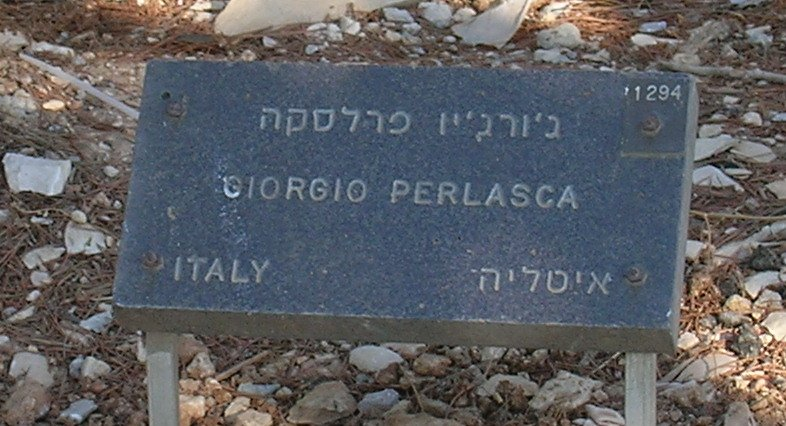
Стелла в честь памяти Джорджо Перласки в Иерусалиме

- Орден «За заслуги перед Итальянской Республикой»
- Золотая медаль «За гражданские заслуги»
- Золотая медаль «За гражданскую доблесть»
- Медаль Испанской кампании
- Медаль «За заслуги добровольцев испанской кампании»
- Памятная медаль «За военные действия в Восточной Африке» с римским гладием
- Медаль «За заслуги добровольцев восточноафриканской кампании»

Других стран:
- Орден Изабеллы Католички (Испания)
- Звезда ордена Заслуг (Венгрия)